# Circuit Mont-Tremblant
Le circuit Mont-Tremblant est un circuit permanent canadien de sports mécaniques long de 4,26 kilomètres, situé à environ 13 kilomètres au nord des villages de Mont-Tremblant et de Saint-Jovite, à 145 km au nord de Montréal, au Québec. Il est situé dans les montagnes Laurentides, dans la région éponyme.

## Historique
Le circuit est inauguré en 1964 sous le nom de Saint-Jovite et accueille deux Grand Prix de Formule 1 du Canada, en 1968 et 1970. La surface de la piste est très abîmée à cause des hivers canadiens et le taux de casse des monoplaces est important. Pendant les deux Grand Prix courus sur le circuit, un total de quarante voitures participent (2 x 20), seules seize peuvent atteindre la ligne d'arrivée.

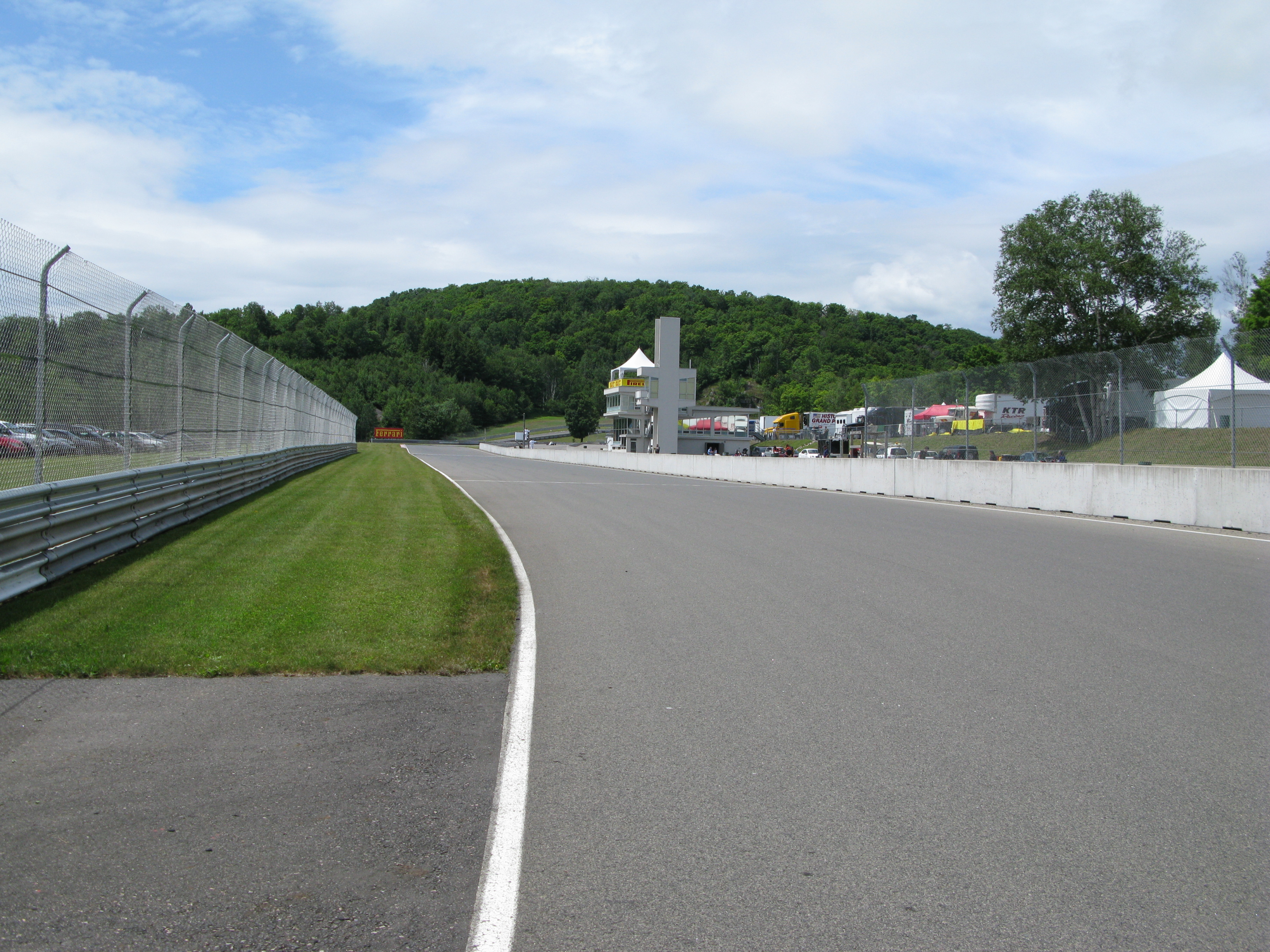
Droite des puits et tour de contrôle, après les rénovations.

En 2004, après le rachat par le milliardaire canadien Lawrence Stroll, une réfection importante du circuit supervisée par Alan Wilson permet de recevoir des courses locales et continentales de voitures de sport. La ligne des stands est allongée et élargie, avec une nouvelle sortie, et la ligne droite des stands est élargie à 12 mètres. Une chicane est ajoutée dans le virage 2, alors que les virages 6 et 10 sont modifiés pour créer deux circuits séparés pouvant fonctionner simultanément. La bosse « Hump » (9) est rabotée de 3,5 mètres pour des raisons de sécurité, alors que le virage 14 (« Namerow ») est modifié pour faciliter l'accès aux stands. 

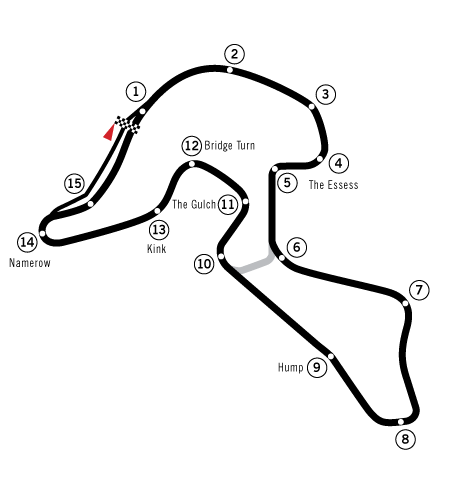
Configuration alternative.

Le 1er juillet 2007, Mont-Tremblant accueille une manche du championnat de Champ Car. Les dernières épreuves, courues  sur ce circuit sous le nom d'Indycars, datent de 1967 et 1968, quand Mario Andretti gagne les quatre manches. La course de 2007 voit de nombreux changements en tête et se termine sous la pluie avec la victoire de Robert Doornbos. Des courses d'endurance telle que les 6 Heures du Circuit Mont-Tremblant y sont organisées par le championnat Grand-Am.

## Résultats des courses de Formule 1
| Année | Date         | Pilote      | Écurie       | Résultats |
| ----- | ------------ | ----------- | ------------ | --------- |
| 1968  | 22 septembre | Denny Hulme | McLaren-Ford | Résultats |
| 1970  | 20 septembre | Jacky Ickx  | Ferrari      | Résultats |

## Résultats des courses USAC Championship Car (Indy)
| Année | Date   | Pilote         |
| ----- | ------ | -------------- |
| 1967  | 6 août | Mario Andretti |
| 1967  | 6 août | Mario Andretti |
| 1968  | 4 août | Mario Andretti |
| 1968  | 4 août | Mario Andretti |

## Résultats des courses CanAm
| Année | Date         | Pilote         |
| ----- | ------------ | -------------- |
| 1966  | 11 septembre | John Surtees   |
| 1969  | 15 juin      | Denny Hulme    |
| 1970  | 28 juin      | Dan Gurney     |
| 1971  | 27 juin      | Jackie Stewart |
| 1978  | 25 juin      | George Follmer |

## Jeux Vidéo
Le circuit est présent en sa version historique dans un jeu de courses de Codemasters, Grid Autosport.